# Margit E. Oswald

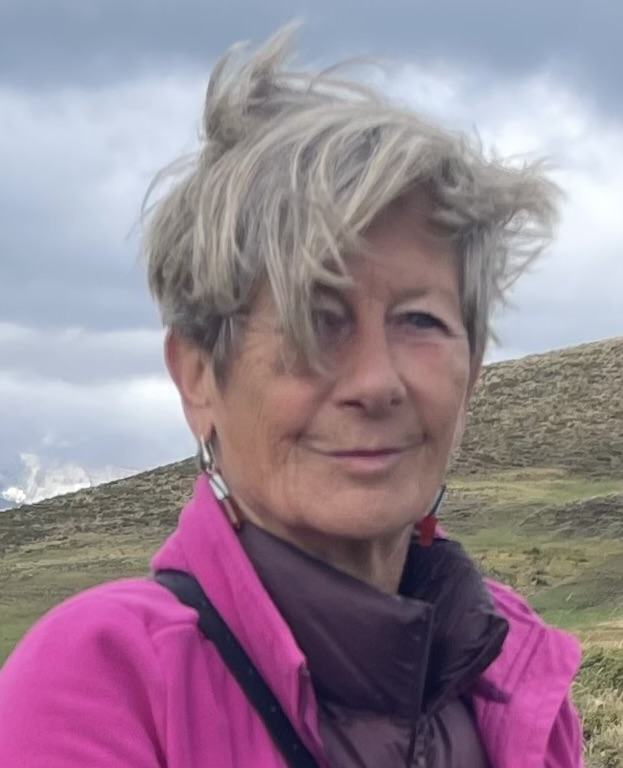
Margit E.Oswald

Margit E. Oswald (* 9. Mai 1949 in Bad Hersfeld) ist eine deutsche Sozialpsychologin. Sie ist emeritierte Professorin für Sozialpsychologie und Rechtspsychologie an der Universität Bern.

## Leben
Von 1970 bis 1975 studierte sie Psychologie und Wissenschaftstheorie an der Universität Mannheim und war danach bis 1980 Assistentin am Lehrstuhl von Martin Irle in Mannheim. Nach der Promotion 1980, bekam sie ein Stipendium der Deutschen Forschungsgemeinschaft (DFG) für ein Postdoc-Stipendium an der University of California, San Diego, am Zentrum für menschliche Informationsverarbeitung. Von 1981 bis 1986 leitete sie zwei Forschungsprojekte der DFG, Universität Mannheim. Von 1986 bis 1993 war sie stellvertretende Direktorin des Kriminologischen Forschungsinstituts Niedersachsen (KFN). Nach der Habilitation 1993 an der Universität Mannheim erhielt sie eine Professur für Sozialpsychologie an der TU Chemnitz und 1996 eine ordentliche Professur für Sozialpsychologie & Rechtspsychologie an der Universität Bern. Ihre Emeritierung erfolgte 2014.

## Forschungsschwerpunkte
Ihre wissenschaftliche Karriere begann mit der kritischen Auseinandersetzung mit Eysencks Persönlichkeitstheorie. Danach interessierte sie sich für die methodologischen Grundlagen der „kognitiven Wende“ in der Psychologie der 70er Jahre, und die Rolle des Bewusstseins. Oswald verbrachte ein Forschungsjahr an der UCSD, um die Theorie der Wissensrepräsentation von Lindzey, Norman & Rumelhart zu studieren.
Zurück in Deutschland erforschte sie zusammen mit Volker Gadenne Fragen der Rationalität menschlicher Informationsverarbeitung, speziell im Zusammenhang mit dem Bestätigungsfehler.
1986 wechselte sie an das KFN. Hier leitete sie ein Forschungsprojekt über das richterliche Strafzumessungsverhalten. Später erweiterte sie dieses Forschungsthema, indem sie untersuchte, warum Personen im Alltag strafen wollen. Aber auch andere Fragen der Rechtspsychologie wurden erforscht, wie beispielsweise die Beeinflussung von Zeugen oder die Identifizierung von Falschaussagen. Weitere Schwerpunkte von Oswald waren Konfliktforschung (z. B. Täter-Opfer-Ausgleich), die Sozialpsychologie des Vertrauens, innerfamiliäre Aggression sowie die Entstehung und Veränderung von Vorurteilen.

## Schriften (Auswahl)
Monografien
- Jenseits der Methodologie des Behaviorismus. Eine Analyse der methodologischen Grundlagen behavioristischer und kognitiver Theorien. Altendorf 1980, OCLC 310623160 (Dissertation)
- Psychologie des richterlichen Strafens. Palm und Enke Verlag, Stuttgart 1994, ISBN 3-432-26041-5.
- mit Volker Gadenne: Kognition und Bewußtsein. Springer Verlag,  Berlin 1991, ISBN 0-387-53764-3.

Buchbeiträge und Artikel
- mit Helen Wyler: Fallstricke auf dem Weg zur „richtigen“ Entscheidung im Strafrecht: Eine Analyse aus psychologischer Sicht. In: S. Barton, M. Dubelaar, R. Kölbel, M. Lindemann (Hrsg.): „Vom hochgemuten, voreiligen Griff nach der Wahrheit“: Fehlurteile im Strafprozess.[4] Nomos, Baden-Baden, 2018, ISBN 978-3-8487-4891-4, S. 103–131.
- mit Helen Wyler: Why misinformation is reported: Evidence from a warning and a source-monitoring task. 2016. Memory. doi:10.1080/09658211.2015.1117641
- mit Michael Schrackmann: How preliminary are preliminary decisions? The effect of dispositional Need for Closure. In: Swiss Journal of Psychology. Band 73, 2014, S. 5–11. doi:10.1024/1421-0185/a000122
- Ist Gewalt in der Partnerschaft eine Domäne der Männer? In: I. Götz, I. Schwenzer, K. Seelmann, J. Taupitz (Hrsg.): Familie – Recht und Ethik. München 2014, ISBN 978-3-406-66198-3, S. 503–516.
- mit Melanie Hurst-Wagner: Impact of deception detection errors on public's trust in the police. In: Legal and Criminological Psychology. 2012.
- mit Livia Keller, Ingrid Stucki, Mario Gollwitzer: A closer look at an eye for an eye: Laypersons` punishment decisions are primarily driven by retributive motives. In: Social Justice Research. Band 23, Nr. 2-3, 2010, S. 99–116.
- Vertrauen in Personen und Organisationen. In: H.-W. Bierhoff, D. Frey (Hrsg.): Handbuch der Sozialpsychologie und Kommunikationspsychologie. Göttingen 2006, ISBN 3-8017-1844-1, S. 710–716.
- mit Jörg Hupfeld, Stefan Klug und Ute Gabriel: Lay-perspectives on criminal deviance, goals of punishment, and punitivity. In: Social Justice Research. Band 15, Nr. 2, 2002, S. 85–98.
- Gruppenbildung und Fremdenaggression aus sozialpsychologischer Sicht. In: M. E. Oswald, U. Steinvorth (Hrsg.): Die offene Gesellschaft und ihre Fremden. Huber, Bern 1998, S. 109–128.
- Psychologie des richterlichen Strafens. Stuttgart 1994, ISBN 3-432-26041-5.